# Central (volley-ball)
Pour les articles homonymes, voir Central.
Dans une équipe de volley-ball, les joueurs en position de central sont ceux qui se placent en position 3 et 6. En poste 3, les centraux ont pour principale fonction d'attaquer en courte (passe courte et rapide du passeur, ou demis) ou, dans le cas d'une feinte d'attaque, de « fixer » (attirer) la défense adverse (le contre ou mur) pour l'empêcher d'aller contrer un attaquant ailier. Le central sort souvent sur les postes arrière pour laisser sa place au libéro. Il sort après avoir servi en position 1 et rentre en 4.
Lorsque le central se trouve en position arrière (ex. P6), il attaque en « pipe » c'est-à-dire derrière la ligne des 3 mètres. Il est délesté de la réception quand il se retrouve en poste arrière afin justement d'assurer sa disponibilité aux 3 mètres et il est le deuxième habilité après le passeur à faire une passe pour le P4 ou P3, si le passeur par exemple a fait une défense sur balle adverse et de ce fait ne peut plus faire une passe.

## Joueuses centrales
- Walewska Oliveira
- Zhao Ruirui
- Natalia Alimova
- Nancy Carillo de la Paz

## Joueurs centraux
- Luigi Mastrangelo
- David Smith
- Robertlandy Simón Aties
- Romain Vetter
- Alberto Salas
- Kévin Le Roux
- Quentin Vidal